# Saroba trimaculata
Saroba trimaculata är en fjärilsart som beskrevs av W. Warren 1903. Saroba trimaculata ingår i släktet Saroba och familjen nattflyn. Inga underarter finns listade.